# Вілсонс-Міллс (Північна Кароліна)
Вілсонс-Міллс (англ. Wilson's Mills) — місто (англ. town) в США, в окрузі Джонстон штату Північна Кароліна. Населення — 2534 особи (2020).

## Географія
Вілсонс-Міллс розташований за координатами 35°35′10″ пн. ш. 78°21′47″ зх. д. / 35.58611° пн. ш. 78.36306° зх. д. (35.586164, -78.362997).  За даними Бюро перепису населення США в 2010 році місто мало площу 11,68 км², з яких 11,67 км² — суходіл та 0,02 км² — водойми.

## Демографія
Згідно з переписом 2010 року, у місті мешкало 2277 осіб у 751 домогосподарстві у складі 579 родин. Густота населення становила 195 осіб/км².  Було 823 помешкання (70/км²).
Расовий склад населення:
| - 57,0 % — білих - 30,7 % — чорних або афроамериканців - 0,7 % — корінних американців - 0,4 % — азіатів - 9,0 % — осіб інших рас |

До двох чи більше рас належало 2,2 %. Частка іспаномовних становила 18,7 % від усіх жителів.
За віковим діапазоном населення розподілялося таким чином: 32,7 % — особи молодші 18 років, 61,0 % — особи у віці 18—64 років, 6,3 % — особи у віці 65 років та старші. Медіана віку мешканця становила 30,4 року. На 100 осіб жіночої статі у місті припадало 94,4 чоловіків;  на 100 жінок у віці від 18 років та старших — 93,8 чоловіків також старших 18 років.
Середній дохід на одне домашнє господарство  становив 55 350 доларів США (медіана — 44 167), а середній дохід на одну сім'ю — 52 897 доларів (медіана — 43 851). Медіана доходів становила 32 462 долари для чоловіків та 30 185 доларів для жінок. За межею бідності перебувало 22,7 % осіб, у тому числі 30,2 % дітей у віці до 18 років та 28,9 % осіб у віці 65 років та старших.
Цивільне працевлаштоване населення становило 1112 осіб. Основні галузі зайнятості: освіта, охорона здоров'я та соціальна допомога — 18,7 %, будівництво — 16,2 %, виробництво — 12,6 %, науковці, спеціалісти, менеджери — 12,1 %.